# Rallye Safari 1982
Le Rallye Safari 1982 (30th Marlboro Safari Rally), disputé du 8 au 12 avril 1982, est la cent-troisième manche du championnat du monde des rallyes (WRC) courue depuis 1973, et la quatrième manche du championnat du monde des rallyes 1982.

## Contexte avant la course

### Le championnat du monde

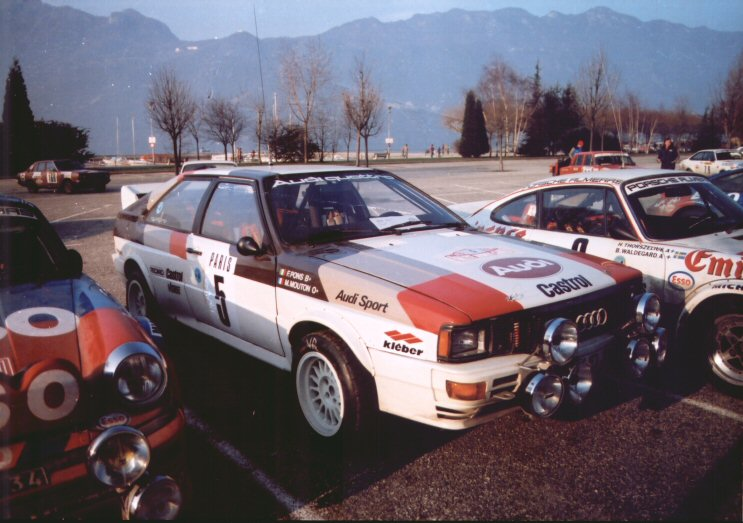
Avec sa Quattro groupe 4 à transmission intégrale, Audi vise le championnat du monde des constructeurs.

Ayant succédé en 1973 au championnat international des marques (en vigueur de 1970 à 1972), le championnat du monde des rallyes se dispute sur un maximum de treize manches, comprenant les plus célèbres épreuves routières internationales, telles le Rallye Monte-Carlo, le Safari ou le RAC Rally. Depuis 1979, le championnat des constructeurs a été doublé d'un championnat pilotes, ce dernier remplaçant l'éphémère Coupe des conducteurs, organisée à seulement deux reprises en 1977 et 1978. Si le calendrier 1982 intègre treize manches pour l'attribution du titre de champion du monde des pilotes, seules onze d'entre elles sont sélectives pour le championnat des marques, le Rallye de Suède et le Rallye de Côte d'Ivoire en étant exclus.
1982 marque l'introduction de la nouvelle réglementation en matière d’homologation des voitures de rallye, avec les catégories suivantes :
- Groupe N : voitures de grande production de série, ayant au minimum quatre places, fabriquées à au moins 5000 exemplaires en douze mois consécutifs ; modifications très limitées par rapport au modèle de série (bougies, amortisseurs).
- Groupe A : voitures de tourisme de grande production, fabriquées à au moins 5000 exemplaires en douze mois consécutifs, avec possibilité de modifications des pièces d'origine ; poids minimum fonction de la cylindrée.
- Groupe B : voitures de grand tourisme, fabriquées à au moins 200 exemplaires en douze mois consécutifs, avec possibilité de modifications des pièces d'origine (extension d'homologation portant sur 10% de la production). Les élargisseurs d'aile rapportés sont interdits[3].

Les voitures des nouvelles catégories N, A et B étant encore peu nombreuses, la FISA a autorisé une année de plus les modèles des groupes 2 et 4, le titre mondial se jouera donc une fois de plus parmi celles-ci. Deux constructeurs visent le championnat 1982 et seront présents dans la plupart des manches : Opel avec son Ascona 400 de conception très classique et Audi avec sa redoutable Audi Quattro à transmission intégrale. Après deux épreuves, les deux marques allemandes comptent chacune une victoire, Opel ayant profité de l'absence de neige pour s'imposer au Rallye Monte-Carlo avec Walter Röhrl, Audi ayant pris sa revanche au Rallye du Portugal avec Michèle Mouton. Grâce à sa troisième place obtenue en Suède (épreuve comptant uniquement pour les conducteurs et remportée par l'Audi de Stig Blomqvist), Röhrl est en tête du classement des pilotes.

### L'épreuve
Créé en 1953 au temps de l'empire colonial britannique, le Safari est le plus célèbre et le plus difficile des rallyes africains. À l'origine, son parcours s'étendait sur les territoires du Kenya, du Tanganyika et de l'Ouganda, mais après la décolonisation l'épreuve s'est recentrée au Kenya avec toutefois, jusqu'en 1973, un crochet en Tanzanie. Selon les années, elle peut être organisée en mars ou en avril, soit en période sèche (piste généralement poussiéreuse et rocailleuse) soit à la saison des pluies (piste boueuse ou inondée, avec nombreux passages de gués). Contrairement à la plupart des manches du championnat du monde où le classement s'établit sur la base d'épreuves chronométrées, le Safari est resté fidèle à la tradition du parcours à moyenne imposée, tout retard sur le temps imparti entraînant des pénalités équivalentes, la victoire revenant à l'équipage le moins pénalisé. Le Kenyan Shekhar Mehta s'y est imposé à quatre reprises, entre 1973 et 1981.

## Le parcours
- départ : 8 avril 1982 de Nairobi
- arrivée : 12 avril 1982 à Nairobi
- distance : 5 012 km

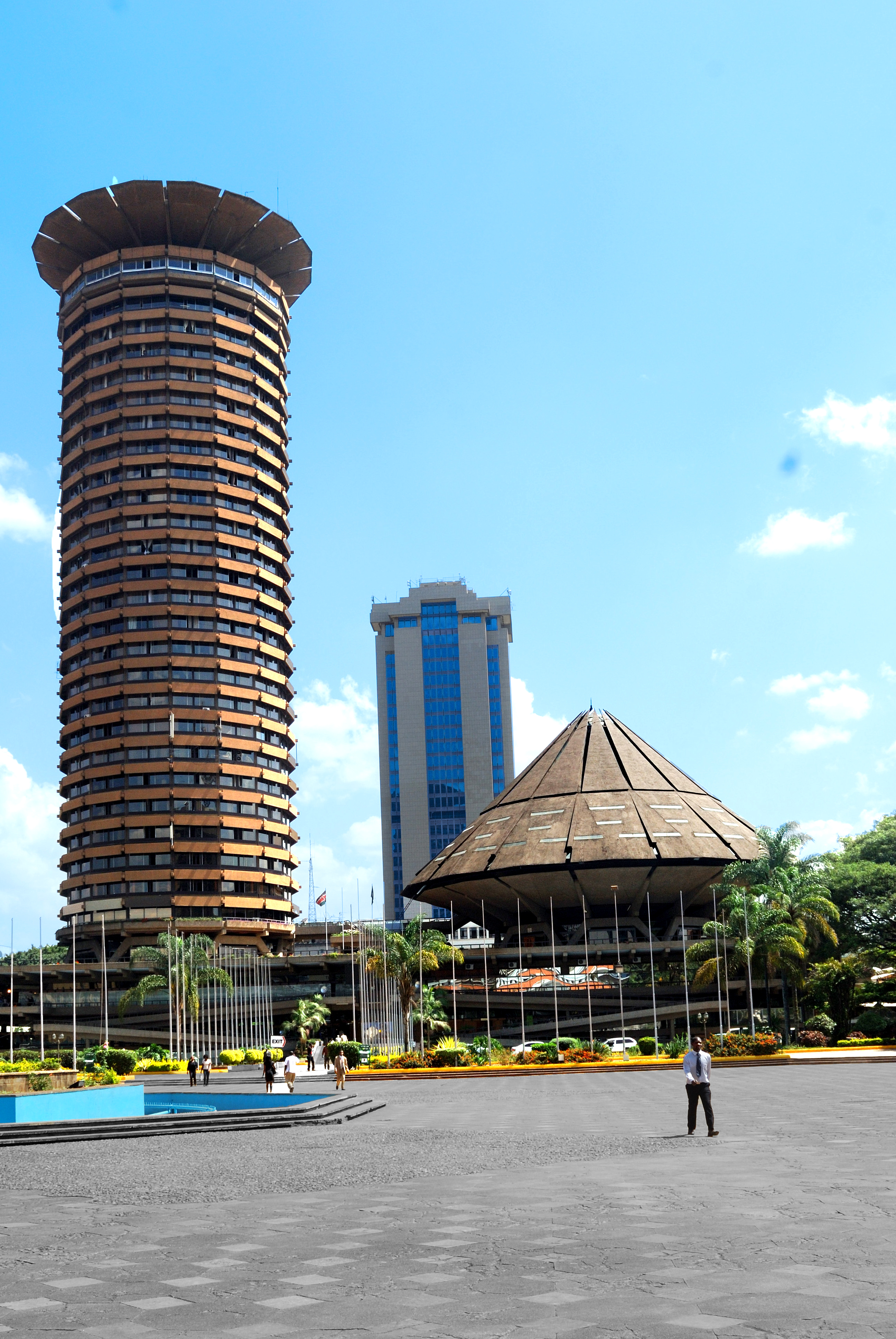
Le départ du Safari est traditionnellement donné depuis le KICC de Nairobi.

- surface : terre et rocaille, asphalte (minoritaire)
- Parcours divisé en trois étapes, 83 contrôles horaires[5] (C.H.)

### Première étape
- Nairobi - Mtito-Andei - Mombasa - Mtito-Andei - Nairobi, du 8 au 9 avril
- distance : 1 849 km, 29 contrôles horaires

### Deuxième étape
- Nairobi - Narok - Kisumu - Eldoret - Naivasha - Nairobi, du 10 au 11 avril
- distance : 1 686 km, 29 contrôles horaires

### Troisième étape
- Nairobi - Nyeri - Nanyuki - Nakuru - Nairobi, du 11 au 12 avril
- distance : 1 477 km, 25 contrôles horaires[6]

## Les forces en présence
- Opel

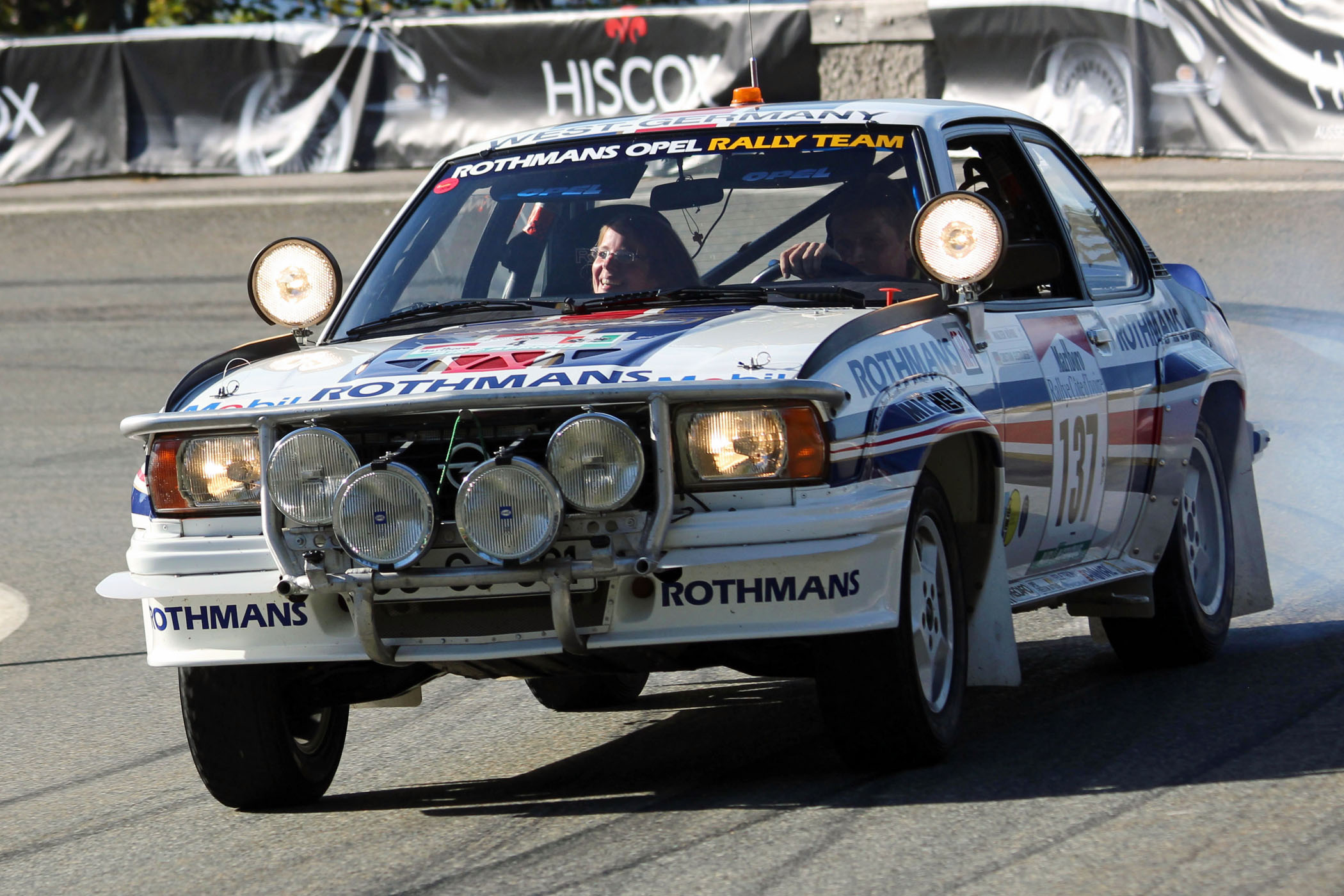
Une Opel Ascona 400 groupe 4 aux couleurs Rothmans lors d'une manifestation historique.

Sous la direction de l'ancien pilote Tony Fall, l'écurie Rothmans aligne deux Ascona 400 groupe 4 préparées par l'usine, confiées à Walter Röhrl et Rauno Aaltonen, ce dernier participant pour la dix-neuvième fois à l'épreuve. Ces voitures à transmission classique sont animées par un moteur quatre cylindres de 2420 cm3 développé par Cosworth, dont la puissance a été ramenée de 260 à 245 chevaux pour ces versions 'Afrique'. Elles pèsent environ 1150 kg et sont équipées de pneus Michelin TRX.
- Nissan

Après son triomphe de l'année précédente, où ses voitures (sous la marque Datsun) s'étaient emparées des quatre premières places, le constructeur japonais fait à nouveau figure de favori au Kenya. Quatre nouveaux coupés Violet GTS groupe 4 (châssis de Nissan Violet 160J avec carrosserie de la nouvelle Silvia S110, moteur deux litres à seize soupapes, 220 chevaux) étaient initialement engagées par l'usine, mais Shekhar Mehta a refusé de conduire ce modèle au Safari, lui préférant la traditionnelle berline Violet GT, à mécanique identique, dont il juge la visibilité nettement meilleure. Malgré sa volonté de promouvoir ses nouveaux coupés (alors que le modèle de Mehta a été retiré du marché), Nissan a cédé aux exigences de son premier pilote et seuls trois Violet GTS sont présents, aux mains de Mike Kirkland, Timo Salonen et Tony Pond. L'importateur local D.T. Dobie a de son côté préparé deux berlines Bluebird turbo groupe 2, confiées à Yoshio Iwashita et Johnny Hellier. Les Nissan sont chaussées de pneus Dunlop.
- Porsche

Après Björn Waldegård au Rallye Monte-Carlo et Jean-Luc Thérier au Rallye du Portugal, c'est cette fois Sandro Munari qui pilote la Porsche 911 SC groupe 4 aux couleurs Éminence, préparée à Montpellier par les frères Alméras. Son moteur six cylindres de trois litres refroidi par air développe environ 280 chevaux. Elle est équipée de pneus Michelin.
- Range Rover

Rob Collinge s'aligne sur un Range Rover groupe 2, à moteur V8 de trois litres et demi de cylindrée. Malgré son poids élevé (environ 1700 kg), ce modèle peut espérer un classement honorable grâce à sa transmission intégrale permanente qui lui confère un avantage certain dans le franchissement des bourbiers.
- Subaru

Le Subaru Motor Sport Club engage cinq Leone groupe 2 à quatre roues motrices (930 kg, 130 chevaux). Elles sont aux mains de Vic Elford, Ramesh Khoda, Yoshio Takaoka, Yoshinobu Takahashi et Javaid Alam. Elles utilisent des pneus Bridgestone.
- Ford

Comme les deux années précédentes, George Barbour prend le départ sur sa Escort RS1800 groupe 4 (moteur deux litres seize soupapes, 230 chevaux).

## Déroulement de la course

### Première étape

#### Nairobi - Mtito Andei
Les soixante-treize concurrents s'élancent du KICC de Nairobi le jeudi après-midi, en direction du sud. Le début de parcours ne comporte aucune difficulté et trois pilotes vont parvenir à respecter la moyenne impartie de 94,5 km/h jusqu'à la première neutralisation, à Mtito Andei : se partageant la première place, Shekhar Mehta (Nissan), Rauno Aaltonen (Opel) et George Barbour (Ford Escort) comptent alors une minute d'avance sur un premier groupe de poursuivants, comprenant l'Opel de Walter Röhrl et les Nissan de Tony Pond et Yoshio Iwashita. Aucun équipage n'a encouru de pénalisation importante, et seul l'un d'entre eux a abandonné.
| Pos. | Pilote          | Copilote              | Voiture               | Groupe | Pénalisations | Écart   |
| ---- | --------------- | --------------------- | --------------------- | ------ | ------------- | ------- |
| 1    | Shekhar Mehta   | Mike Doughty          | Nissan Violet GT      | 4      | 0 min         |         |
| 1=   | Rauno Aaltonen  | Lofty Drews           | Opel Ascona 400       | 4      | 0 min         |         |
| 1=   | George Barbour  | Rob Combes            | Ford Escort RS1800    | 4      | 0 min         |         |
| 4    | Walter Röhrl    | Christian Geistdörfer | Opel Ascona 400       | 4      | 1 min         | + 1 min |
| 4=   | Tony Pond       | Terry Harryman        | Nissan Violet GTS     | 4      | 1 min         | + 1 min |
| 4=   | Yoshio Iwashita | Yoshimasa Nakahara    | Nissan Bluebird Turbo | 2      | 1 min         | + 1 min |
| 4=   | Rob Collinge    | Mike Fraser           | Range Rover           | 2      | 1 min         | + 1 min |
| 8    | Mike Kirkland   | Anton Levitan         | Nissan Violet GTS     | 4      | 3 min         | + 3 min |
| 8=   | Jayant Shah     | Aslam Khan            | Nissan Violet 160J    | 2      | 3 min         | + 3 min |
| 8=   | Johnny Hellier  | Rob Anderson          | Nissan Bluebird Turbo | 2      | 3 min         | + 3 min |

#### Mtito Andei - Buchuma

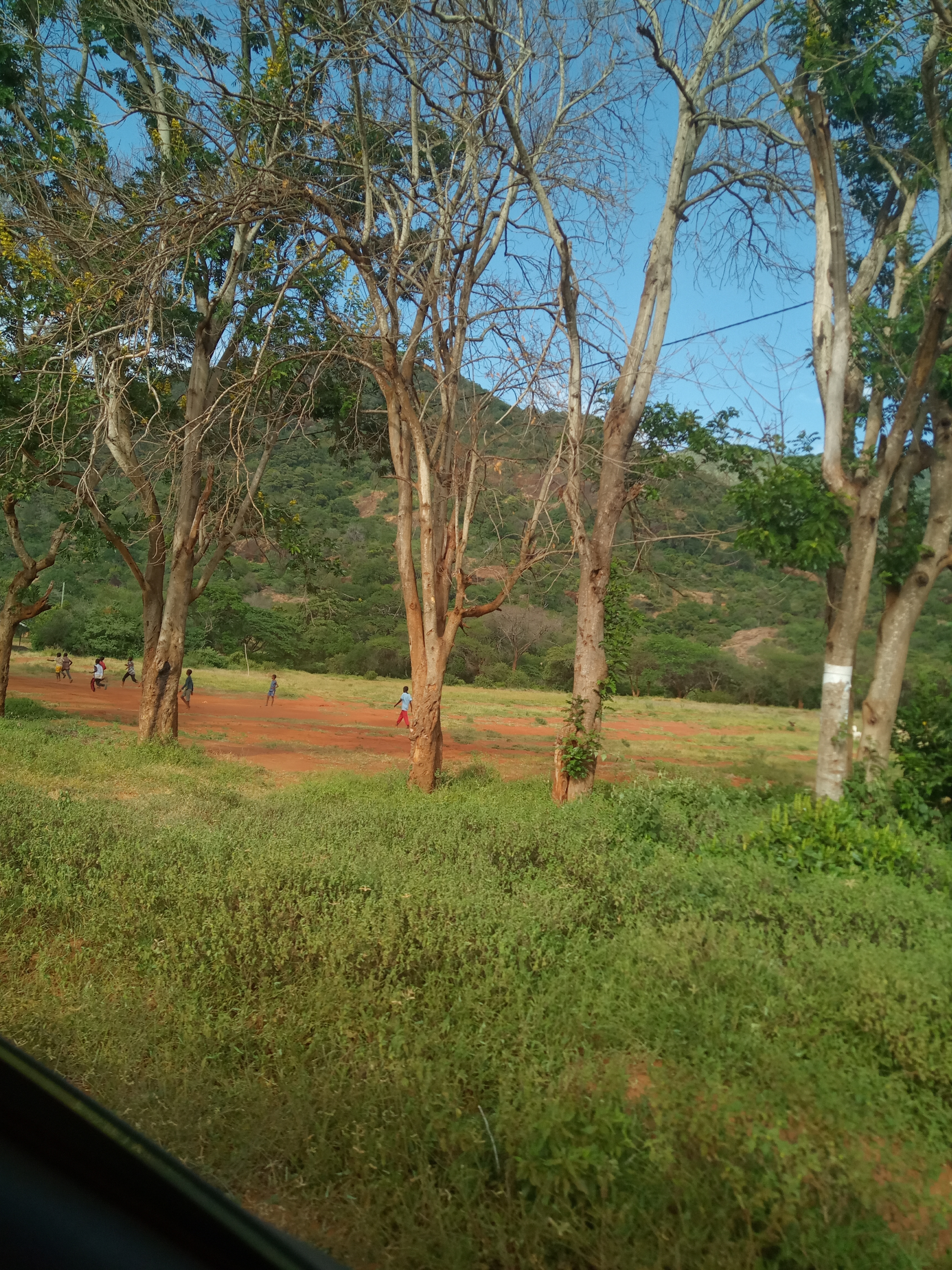
Le difficile secteur des monts Taita.

Après une pause de vingt minutes, les concurrents repartent en direction des Monts Taita, où quelques averses rendent la piste plus difficile. Peu avant Bura, une énorme mare s'est formée en travers de la route, retardant tous les équipages. C'est Aaltonen qui perd le moins de temps dans ce secteur, le pilote finlandais restant seul en tête une minute devant Mehta et deux devant Röhrl. La piste devient de plus en plus boueuse et, peu avant Rukanga, beaucoup de voitures s'embourbent et perdent de nombreuses minutes. Grâce à leur parfaite connaissance du terrain, Aaltonen et Mehta parviennent à franchir ce passage dans un délai raisonnable, contrairement à Röhrl qui perd plus de trois quarts d'heure avant de pouvoir s'extraire du bourbier. Sandro Munari a également perdu beaucoup de temps à cet endroit, mais de plus l'eau entrée dans l'habitacle de la Porsche a emporté les notes de son copilote. Pilotant à vue, Munari ne pourra éviter un trou, endommageant gravement le train avant. Il parvient à continuer et à rejoindre son assistance, 90 kilomètres plus loin, et après réparation compte déjà plus d'une heure de retard sur les favoris. Les Nissan de Tony Pond et de Timo Salonen sont encore plus loin, le premier ayant tout d'abord connu des problèmes de transmission avant de s'échouer dans la boue, tandis que le second a été retardé par une sortie de route puis par une erreur de navigation. Au contrôle de Buchuma, Aaltonen a porté à six minutes son avance sur son rival Mehta. Grand habitué de l'épreuve, Mike Kirkland a également su déjouer les pièges et figure désormais en troisième position sur sa Nissan, deant son coéquipier Iwashita. Exploitant au mieux la motricité de sa petite Subaru à transmission intégrale, Vic Elford occupe une étonnante cinquième place.
| Pos. | Pilote          | Copilote              | Voiture               | Groupe | Pénalisations | Écart        |
| ---- | --------------- | --------------------- | --------------------- | ------ | ------------- | ------------ |
| 1    | Rauno Aaltonen  | Lofty Drews           | Opel Ascona 400       | 4      | 19 min        |              |
| 2    | Shekhar Mehta   | Mike Doughty          | Nissan Violet GT      | 4      | 25 min        | + 6 min      |
| 3    | Mike Kirkland   | Anton Levitan         | Nissan Violet GTS     | 4      | 38 min        | + 19 min     |
| 4    | Yoshio Iwashita | Yoshimasa Nakahara    | Nissan Bluebird Turbo | 2      | 47 min        | + 28 min     |
| 5    | Vic Elford      | Chris Bates           | Subaru Leone 4WD      | 2      | 49 min        | + 30 min     |
| 6    | Rob Collinge    | Mike Fraser           | Range Rover           | 2      | 1 h 00 min    | + 41 min     |
| 7    | Yoshio Takaoka  | Adrian Bell           | Subaru Leone 4WD      | 2      | 1 h 02 min    | + 43 min     |
| 8    | George Barbour  | Rob Combes            | Ford Escort RS1800    | 4      | 1 h 04 min    | + 45 min     |
| 8=   | Matesh Patel    | Sivish Patel          | Nissan Violet 160J    | 2      | 1 h 04 min    | + 45 min     |
| 10   | Walter Röhrl    | Christian Geistdörfer | Opel Ascona 400       | 4      | 1 h 06 min    | + 47 min     |
| 11   | Assa Nandra     | Farakh Yusuf          | Nissan Silvia         | B      | 1 h 08 min    | + 49 min     |
| 16   | Sandro Munari   | Ian Street            | Porsche 911 SC        | 4      | 1 h 26 min    | + 1 h 07 min |
|      | Tony Pond       | Terry Harryman        | Nissan Violet GTS     | 4      | 2 h 04 min    | + 1 h 45 min |
|      | Timo Salonen    | Seppo Harjanne        | Nissan Violet GTS     | 4      | 2 h 09 min    | + 1 h 50 min |

#### Buchuma - Mombasa
Le duel entre Aaltonen et Mehta se poursuit sur la route de Mombasa, Aaltonen conservant l'avantage jusqu'au secteur de Kisauni, où il perd plus d'une demi-heure à cause d'un amortisseur cassé. Mehta se retrouve en tête devant son coéquipier Kirkland, tandis que le pilote finlandais rétrograde en troisième position. Beaucoup d'équipages rencontrent des problèmes sur ce parcours : Salonen endommage le dessous de sa voiture sur un rocher, Munari casse à nouveau sa suspension (la réparation n'a pas tenu), Elford effectue une série de tonneaux et, légèrement blessé, doit abandonner. Malgré une inquiétude au sujet de la fiabilité des ponts arrière qu'il faut remplacer régulièrement, les deux Nissan de Mehta et Kirkland sont en tête au regroupement de Mombasa, devant Aaltonen, toujours à l'attaque, qui a déjà grignoté une partie de son retard.
| Pos. | Pilote         | Copilote      | Voiture           | Groupe | Écart    |
| ---- | -------------- | ------------- | ----------------- | ------ | -------- |
| 1    | Shekhar Mehta  | Mike Doughty  | Nissan Violet GT  | 4      |          |
| 2    | Mike Kirkland  | Anton Levitan | Nissan Violet GTS | 4      |          |
| 3    | Rauno Aaltonen | Lofty Drews   | Opel Ascona 400   | 4      | + 28 min |

#### Mombasa - Nairobi
Les équipages rescapés reprennent la piste en sens inverse pour regagner Nairobi. Peu avant Mtito-Andei, on remplace une nouvelle fois les ponts arrière sur les deux Nissan de tête, ce qui permet à Aaltonen de reprendre le commandement de la course, avec 17 minutes d'avance sur Mehta. La même opération se fera un peu plus loin sur les voitures de Pond et d'Iwashita, ce dont Röhrl profite pour remonter à la quatrième place. Salonen connaît également des problèmes de transmission, mais aussi de surchauffe moteur à cause d'une courroie de ventilation rompue ; réparations effectuées, le pilote finlandais ne peut pointer dans les délais et se retrouve hors course. Au terme de cette périlleuse première étape, Aaltonen reste en tête avec seize minutes d'avance sur Mehta. Röhrl a débordé Kirkland et occupe la troisième place, à une demi-heure de son coéquipier. Cinquième à plus d'une heure, Rob Collinge est en tête du groupe 2 sur son Range Rover, avec seulement quelques minutes d'avance sur les Nissan d'Iwashita et Shah. Munari a de nouveau perdu beaucoup de temps à cause de problèmes d'amortisseurs, il compte désormais plus de quatre heures de retard, tout comme George Barbour, lourdement pénalisé pour des problèmes de transmission sur son Escort. Il ne reste plus que quarante-cinq voitures en course.

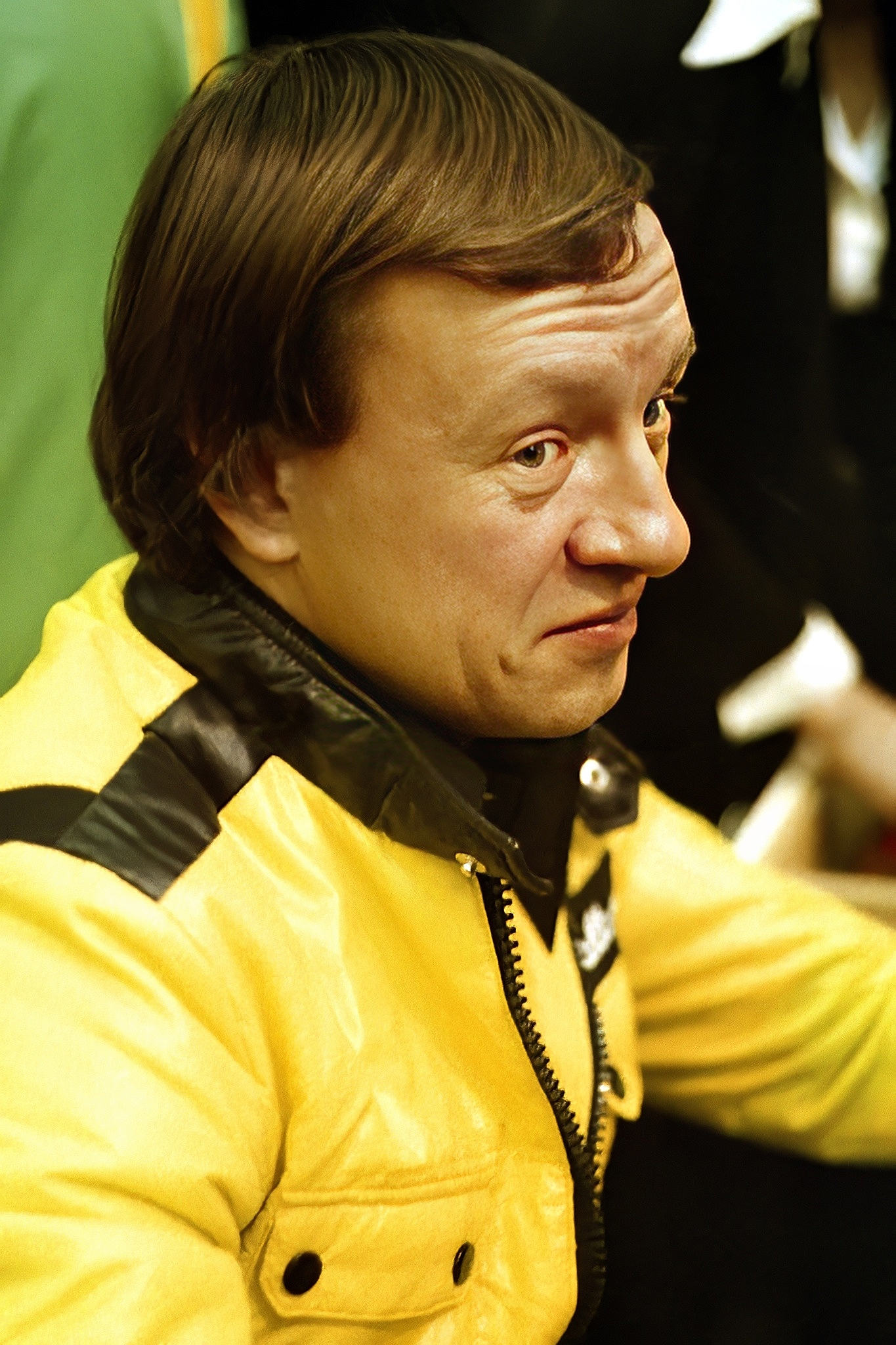
À l'issue de la première étape, Rauno Aaltonen mène la course avec une marge de seize minutes sur son premier poursuivant.

| Pos. | Pilote              | Copilote              | Voiture                | Groupe | Pénalisations | Écart        |
| ---- | ------------------- | --------------------- | ---------------------- | ------ | ------------- | ------------ |
| 1    | Rauno Aaltonen      | Lofty Drews           | Opel Ascona 400        | 4      | 1 h 37 min    |              |
| 2    | Shekhar Mehta       | Mike Doughty          | Nissan Violet GT       | 4      | 1 h 53 min    | + 16 min     |
| 3    | Walter Röhrl        | Christian Geistdörfer | Opel Ascona 400        | 4      | 2 h 08 min    | + 31 min     |
| 4    | Mike Kirkland       | Anton Levitan         | Nissan Violet GTS      | 4      | 2 h 14 min    | + 37 min     |
| 5    | Rob Collinge        | Mike Fraser           | Range Rover            | 2      | 2 h 55 min    | + 1 h 18 min |
| 6    | Yoshio Iwashita     | Yoshimasa Nakahara    | Nissan Bluebird Turbo  | 2      | 2 h 58 min    | + 1 h 21 min |
| 7    | Jayant Shah         | Aslam Khan            | Nissan Violet 160J     | 2      | 3 h 01 min    | + 1 h 24 min |
| 8    | Matesh Patel        | Sivish Patel          | Nissan Violet 160J     | 2      | 3 h 33 min    | + 1 h 56 min |
| 9    | Tony Pond           | Terry Harryman        | Nissan Violet GTS      | 4      | 3 h 45 min    | + 2 h 08 min |
| 10   | Yoshio Takaoka      | Adrian Bell           | Subaru Leone 4WD       | 2      | 3 h 58 min    | + 2 h 21 min |
| 11   | Javaid Alam         | Arshad Khan           | Subaru Leone 4WD       | 2      | 4 h 30 min    | + 2 h 53 min |
| 12   | Yoshinobu Takahashi | Mahendra Gohil        | Subaru Leone 4WD       | 2      | 4 h 33 min    | + 2 h 56 min |
| 13   | Frank Tundo         | Quentin Thomson       | Mitsubishi Colt Lancer | 2      | 4 h 38 min    | + 3 h 01 min |
| 14   | Basil Criticos      | Ivan Smith            | Peugeot 504 TI         | 2      | 4 h 41 min    | + 3 h 04 min |
| 15   | Wolfgang Stiller    | Hans Schüller         | Nissan Violet 160J     | 2      | 4 h 46 min    | + 3 h 09 min |
| 18   | Sandro Munari       | Ian Street            | Porsche 911 SC         | 4      | 5 h 38 min    | + 4 h 01 min |
| 19   | George Barbour      | Rob Combes            | Ford Escort RS1800     | 4      | 5 h 41 min    | + 4 h 04 min |

### Deuxième étape

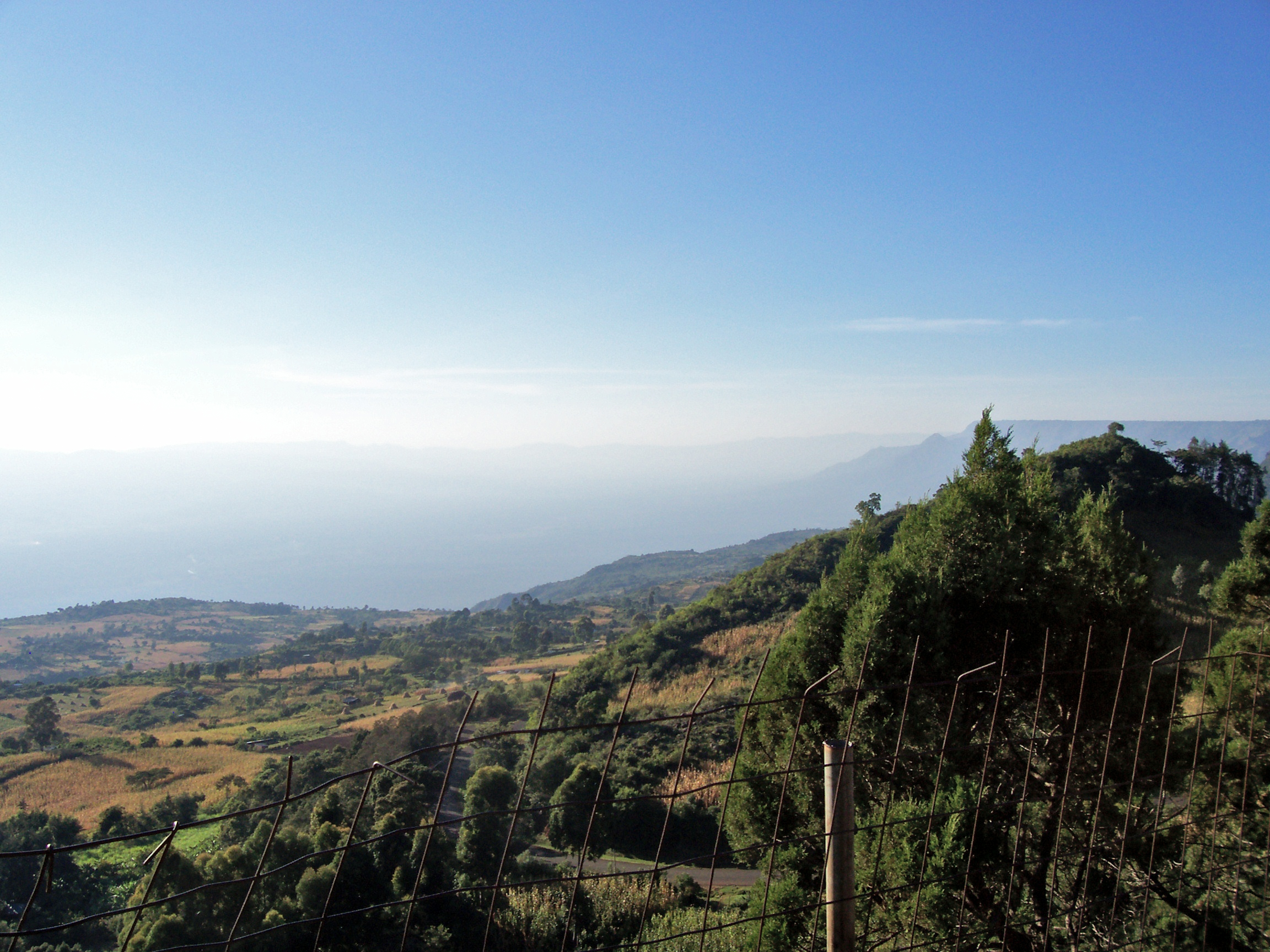
Les environs d'Eldoret, sur le parcours de la deuxième étape.

Les concurrents reprennent la piste le samedi matin, en direction du Lac Victoria, sauf Munari qui estime son retard trop important pour continuer la course. Les pluies ont cessé et c'est la poussière qui constitue la principale difficulté. Parti le premier, Aaltonen bénéficie d'une visibilité correcte, contrairement à ses poursuivants ; le pilote finlandais va progressivement accroître son avance sur Mehta, qui doit toujours composer avec un pont arrière fragile, qui sera changé deux fois (à titre préventif) au cours de la journée. Des problèmes de carburation font momentanément rétrograder Röhrl en quatrième position derrière Kirkland, mais l'Allemand reprend bientôt l'avantage, d'autant plus facilement que Kirkland va encaisser plus d'une heure de pénalisations à cause d'une erreur de pointage, l'équipage s'étant présenté cinq minutes trop tôt au point de contrôle de Nyambunwa. Après Eldoret, le parcours devient plus difficile et aucun équipage ne parvient à respecter la moyenne imposée. C'est Mehta qui se montre le plus rapide dans ce secteur où Aaltonen a la malchance de casser subitement son pont arrière, loin d'un point d'assistance. La panne va lui coûter près de deux heures, le faisant chuter à la quatrième place derrière Mehta, Röhrl et Kirkland. Pour la même raison, Collinge va également perdre plus d'une heure. La dernière partie de l'étape va se dérouler de nuit. Reparti le couteau entre les dents, Aaltonen reprend du terrain et parviendra à redépasser Kirkland avant Nairobi, qu'il rallie à la troisième place avec une heure vingt minutes de retard sur Mehta et près d'une demi-heure sur Röhrl. Derrière Kirkland, Pond a effectué une belle remontée jusqu'`a la cinquième place. Profitant des ennuis de Collinge, c'est désormais Shah, sixième au classement général, qui a pris la tête du groupe 2. Barbour a aussi effectué une belle remontée, de la dix-neuvième à la huitième place. Trente-sept voitures sont encore en course.
| Pos. | Pilote              | Copilote              | Voiture                | Groupe | Pénalisations | Écart        |
| ---- | ------------------- | --------------------- | ---------------------- | ------ | ------------- | ------------ |
| 1    | Shekhar Mehta       | Mike Doughty          | Nissan Violet GT       | 4      | 2 h 39 min    |              |
| 2    | Walter Röhrl        | Christian Geistdörfer | Opel Ascona 400        | 4      | 3 h 32 min    | + 53 min     |
| 3    | Rauno Aaltonen      | Lofty Drews           | Opel Ascona 400        | 4      | 4 h 00 min    | + 1 h 21 min |
| 4    | Mike Kirkland       | Anton Levitan         | Nissan Violet GTS      | 4      | 4 h 42 min    | + 2 h 03 min |
| 5    | Tony Pond           | Terry Harryman        | Nissan Violet GTS      | 4      | 4 h 46 min    | + 2 h 07 min |
| 6    | Jayant Shah         | Aslam Khan            | Nissan Violet 160J     | 2      | 4 h 57 min    | + 2 h 18 min |
| 7    | Rob Collinge        | Mike Fraser           | Range Rover            | 2      | 6 h 18 min    | + 3 h 39 min |
| 8    | George Barbour      | Rob Combes            | Ford Escort RS1800     | 4      | 7 h 16 min    | + 4 h 37 min |
| 9    | Yoshinobu Takahashi | Mahendra Gohil        | Subaru Leone 4WD       | 2      | 8 h 20 min    | + 5 h 41 min |
| 10   | Javaid Alam         | Arshad Khan           | Subaru Leone 4WD       | 2      | 8 h 34 min    | + 5 h 55 min |
| 11   | Frank Tundo         | Quentin Thomson       | Mitsubishi Colt Lancer | 2      | 8 h 52 min    | + 6 h 13 min |
| 12   | Wolfgang Stiller    | Hans Schüller         | Nissan Violet 160J     | 2      | 9 h 46 min    | + 7 h 07 min |
| 13   | Prem Choda          | Pauru Choda           | Mitsubishi Colt Lancer | 2      | 9 h 54 min    | + 7 h 15 min |
| 14   | Basil Criticos      | Ivan Smith            | Peugeot 504 TI         | 2      | 9 h 55 min    | + 7 h 16 min |
| 15   | Ramesh Khoda        | Jasvinder Matharu     | Subaru Leone 4WD       | 2      | 10 h 21 min   | + 7 h 42 min |

### Troisième étape
Les concurrents repartent de Nairobi le dimanche après-midi, pour une dernière boucle dans le nord du pays. Fort de ses cinquante minutes d'avance sur la première Opel, Mehta semble en position très confortable, son principal souci restant toutefois la fragilité de sa transmission car l'équipe Nissan ne dispose plus que deux ponts arrière de rechange pour sa voiture. Le pilote kenyan aborde prudemment ce parcours sec et sinueux, contrôlant son avance sur Röhrl. C'est cependant d'Aaltonen que viendra la principale menace, le Finlandais attaquant à outrance sur un terrain qu'il connaît parfaitement. Il reprend bientôt la troisième place à Kirkland, revenant à mi étape sur les talons de son coéquipier. Mais le moteur, trop sollicité, finit par casser, mettant un terme aux espoirs de l'équipage. Röhrl, qui a parfaitement géré sa course et ménagé la mécanique de son Opel, reste quant à lui menaçant, revenant à une demi-heure de la Datsun de tête sur laquelle on a remplacé une nouvelle fois la transmission. Le pilote allemand va toutefois devoir lever le pied en fin de parcours, un problème de fermeture de soupapes survenant sur deux des quatre cylindres de son Ascona. Il parvient cependant à conserver sa seconde place, derrière Mehta qui remporte pour la cinquième fois le Safari. C'est un triomphe pour Nissan qui, avec Kirkland, Pond et Shah, place quatre de ses voitures parmi les cinq premières, s'adjugeant également la victoire en groupe 2. Seuls vingt-et-un équipages sont parvenus à rallier l'arrivée.

### Classement général

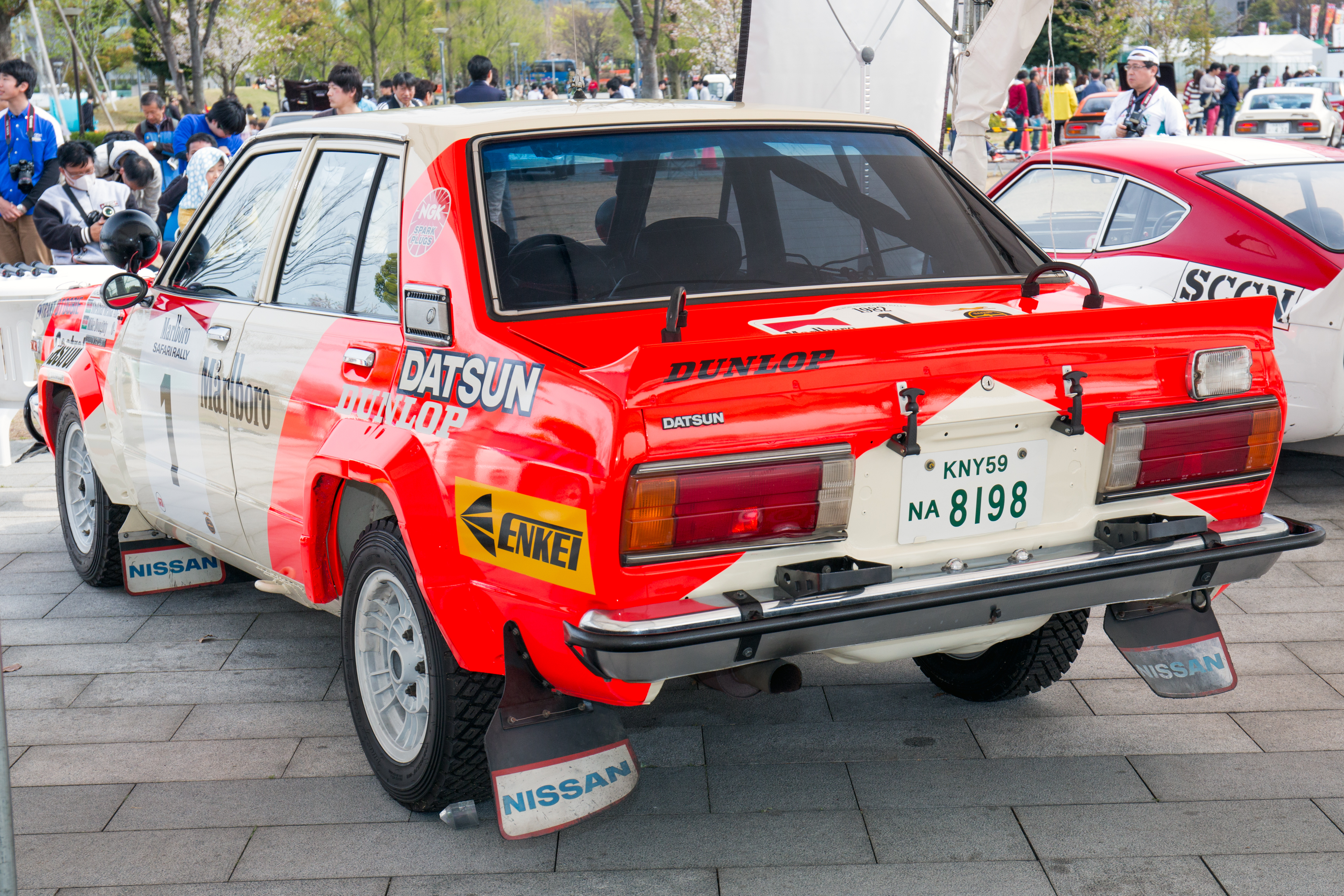
La Nissan Violet GT victorieuse de Shekhar Mehta.

| Pos | No | Pilote              | Copilote              | Voiture                | Pénalisations | Écart         | Groupe |
| --- | -- | ------------------- | --------------------- | ---------------------- | ------------- | ------------- | ------ |
| 1   | 1  | Shekhar Mehta       | Mike Doughty          | Nissan Violet GT       | 4 h 26 min    |               | 4      |
| 2   | 5  | Walter Röhrl        | Christian Geistdörfer | Opel Ascona 400        | 5 h 07 min    | + 41 min      | 4      |
| 3   | 2  | Mike Kirkland       | Anton Levitan         | Nissan Violet GTS      | 6 h 16 min    | + 1 h 50 min  | 4      |
| 4   | 6  | Tony Pond           | Terry Harryman        | Nissan Violet GTS      | 7 h 00 min    | + 2 h 34 min  | 4      |
| 5   | 8  | Jayant Shah         | Aslam Khan            | Nissan Violet 160J     | 8 h 15 min    | + 3 h 49 min  | 2      |
| 6   | 9  | Rob Collinge        | Mike Fraser           | Range Rover            | 8 h 54 min    | + 4 h 28 min  | 2      |
| 7   | 29 | Yoshinobu Takahashi | Mahendra Gohil        | Subaru Leone 4WD       | 12 h 20 min   | + 7 h 54 min  | 2      |
| 8   | 15 | Frank Tundo         | Quentin Thomson       | Mitsubishi Colt Lancer | 12 h 53 min   | + 8 h 27 min  | 2      |
| 9   | 33 | Javaid Alam         | Arshad Khan           | Subaru Leone 4WD       | 13 h 51 min   | + 9 h 25 min  | 2      |
| 10  | 21 | Ramesh Khoda        | Jasvinder Matharu     | Subaru Leone 4WD       | 15 h 35 min   | + 11 h 09 min | 2      |

### Équipages de tête
- Shekhar Mehta -  Mike Doughty (Datsun Violet GT),  Rauno Aaltonen -  Lofty Drews (Opel Ascona 400) &  George Barbour -  Rob Combes (Ford Escort RS1800) : du C.H. n°1 au C.H. n°7
- Rauno Aaltonen -  Lofty Drews (Opel Ascona 400) : du C.H. n°8 au C.H. n°12
- Shekhar Mehta -  Mike Doughty (Datsun Violet GT) : du C.H. n°13 au C.H. n°22
- Rauno Aaltonen -  Lofty Drews (Opel Ascona 400) : du C.H. n°23 au C.H. n°51
- Shekhar Mehta -  Mike Doughty (Datsun Violet GT) : du C.H. n°52 au C.H. n°83

## Résultats des principaux engagés
| No | Pilote              | Copilote              | Voiture                | Groupe | Classement général                      | Class. groupe |
| -- | ------------------- | --------------------- | ---------------------- | ------ | --------------------------------------- | ------------- |
| 1  | Shekhar Mehta       | Mike Doughty          | Nissan Violet GT       | 4      | 1er                                     | 1er           |
| 2  | Mike Kirkland       | Anton Levitan         | Nissan Violet GTS      | 4      | 3e à 1 h 50 min                         | 3e            |
| 3  | Timo Salonen        | Seppo Harjanne        | Nissan Violet GTS      | 4      | ab. dans la 1re étape (hors délais)     | -             |
| 4  | Rauno Aaltonen      | Lofty Drews           | Opel Ascona 400        | 4      | ab. dans la 3e étape (moteur)           | -             |
| 5  | Walter Röhrl        | Christian Geistdörfer | Opel Ascona 400        | 4      | 2e à 41 min                             | 2e            |
| 6  | Tony Pond           | Terry Harryman        | Nissan Violet GTS      | 4      | 4e à 2 h 34 minn                        | 4e            |
| 7  | Yoshio Iwashita     | Yoshimasa Nakahara    | Nissan Bluebird Turbo  | 2      | ab. dans la 2e étape (sortie de route)  | -             |
| 8  | Jayant Shah         | Aslam Khan            | Nissan Violet 160J     | 2      | 5e à 3 h 49 min                         | 1er           |
| 9  | Rob Collinge        | Mike Fraser           | Range Rover            | 2      | 6e à 4 h 28 min                         | 2e            |
| 10 | Johnny Hellier      | Rob Anderson          | Nissan Bluebird Turbo  | 2      | ab. dans la 1re étape (hors délais)     | -             |
| 11 | Sandro Munari       | Ian Street            | Porsche 911 SC         | 4      | ab. au départ de la 2e étape (retrait)  | -             |
| 14 | Assa Nandra         | Farakh Yusuf          | Nissan Silvia          | B      | ab. dans la 1re étape (hors délais)     | -             |
| 15 | Frank Tundo         | Quentin Thomson       | Mitsubishi Colt Lancer | 2      | 8e à 8 h 27 min                         | 4e            |
| 16 | Wolfgang Stiller    | Hans Schüller         | Nissan Violet 160J     | 2      | 12e à 12 h 02 min                       | 8e            |
| 17 | Basil Criticos      | Ivan Smith            | Peugeot 504 TI         | 2      | 11e à 11 h 32 min                       | 7e            |
| 18 | Vic Elford          | Chris Bates           | Subaru Leone 4WD       | 2      | ab. dans la 1re étape (sortie de route) | -             |
| 21 | Ramesh Khoda        | Jasvinder Matharu     | Subaru Leone 4WD       | 2      | 10e à 11 h 09 min                       | 6e            |
| 22 | Prem Choda          | Pauru Choda           | Mitsubishi Colt Lancer | 2      | 14e à 15 h 17 min                       | 10e           |
| 23 | Rudi Stohl          | Reinhard Kaufmann     | Lada 1600              | 2      | 12e à 12 h 02 min                       | 8e            |
| 25 | Yoshio Takaoka      | Adrian Bell           | Subaru Leone 4WD       | 2      | ab. dans la 2e étape (moteur)           | -             |
| 29 | Yoshinobu Takahashi | Mahendra Gohil        | Subaru Leone 4WD       | 2      | 7e à 7 h 54 min                         | 3e            |
| 33 | Javaid Alam         | Arshad Khan           | Subaru Leone 4WD       | 2      | 9e à 9 h 25 min                         | 5e            |
| 34 | George Barbour      | Rob Combes            | Ford Escort RS1800     | 4      | ab. dans la 3e étape (sortie de route)  | -             |
| 42 | Matesh Patel        | Sivish Patel          | Nissan Violet 160J     | 2      | ab. dans la 2e étape (transmission)     | -             |

- L'équipage de la Nissan n°16 et celui de la Lada n°23 ont terminé à égalité à la douzième place.

## Classements des championnats à l'issue de la course

### Constructeurs
- Attribution des points : 10, 9, 8, 7, 6, 5, 4, 3, 2, 1 respectivement aux dix premières marques de chaque épreuve, additionnés de 8, 7, 6, 5, 4, 3, 2, 1 respectivement aux huit premières de chaque groupe (seule la voiture la mieux classée de chaque constructeur marque des points). Les points de groupe ne sont attribués qu'aux concurrents ayant terminé dans les dix premiers au classement général.
- Seuls les sept meilleurs résultats (sur onze épreuves) sont retenus pour le décompte final des points.
- Sur onze épreuves qualificatives prévues pour le championnat du monde 1982, dix seront effectivement courues, le Rallye d'Argentine (programmé en juillet) ayant été annulé en cours de saison.

| Pos. | Marque          | Points | M-C  | POR  | SAF  | COR | ACR | NZ | ARG | BRE | FIN | SAN | RAC |
| ---- | --------------- | ------ | ---- | ---- | ---- | --- | --- | -- | --- | --- | --- | --- | --- |
| 1    | Opel            | 46     | 10+8 | 4+8  | 9+7  |     |     |    |     |     |     |     |     |
| 2    | Audi            | 34     | 9+7  | 10+8 | -    |     |     |    |     |     |     |     |     |
| 3    | Nissan          | 18     | -    | -    | 10+8 |     |     |    |     |     |     |     |     |
| 4    | Toyota          | 16     | -    | 9+7  | -    |     |     |    |     |     |     |     |     |
| 5    | Porsche         | 14     | 8+6  | -    | -    |     |     |    |     |     |     |     |     |
| 5=   | Citroën         | 14     | -    | 6+8  | -    |     |     |    |     |     |     |     |     |
| 7    | Ford            | 12     | -    | 7+5  | -    |     |     |    |     |     |     |     |     |
| 7=   | British Leyland | 12     | -    | -    | 5+7  |     |     |    |     |     |     |     |     |
| 9    | Renault         | 10     | 6+4  | -    | -    |     |     |    |     |     |     |     |     |
| 9=   | Subaru          | 10     | -    | -    | 4+6  |     |     |    |     |     |     |     |     |
| 11   | Mitsubishi      | 8      | -    | -    | 3+5  |     |     |    |     |     |     |     |     |

### Pilotes
- Attribution des points : 20, 15, 12, 10, 8, 6, 4, 3, 2, 1 respectivement aux dix premiers de chaque épreuve.
- Seuls les sept meilleurs résultats (sur treize épreuves) sont retenus pour le décompte final des points.
- Sur treize épreuves qualificatives prévues pour le championnat du monde 1982, douze seront effectivement courues, le Rallye d'Argentine (programmé en juillet) ayant été annulé en cours de saison.

| Pos. | Pilote           | Marque        | Points | M-C | SUE | POR | SAF | COR | ACR | NZ | ARG | BRE | FIN | SAN | CIV | RAC |
| ---- | ---------------- | ------------- | ------ | --- | --- | --- | --- | --- | --- | -- | --- | --- | --- | --- | --- | --- |
| 1    | Walter Röhrl     | Opel          | 47     | 20  | 12  | -   | 15  |     |     |    |     |     |     |     |     |     |
| 2    | Michèle Mouton   | Audi          | 28     | -   | 8   | 20  | -   |     |     |    |     |     |     |     |     |     |
| 3    | Per Eklund       | Saab, Toyota¹ | 25     | -   | 10  | 15¹ | -   |     |     |    |     |     |     |     |     |     |
| 4    | Stig Blomqvist   | Audi          | 20     | -   | 20  | -   | -   |     |     |    |     |     |     |     |     |     |
| 4=   | Shekhar Mehta    | Nissan        | 20     | -   | -   | -   | 20  |     |     |    |     |     |     |     |     |     |
| 6    | Hannu Mikkola    | Audi          | 15     | 15  | -   | -   | -   |     |     |    |     |     |     |     |     |     |
| 6=   | Ari Vatanen      | Ford          | 15     | -   | 15  | -   | -   |     |     |    |     |     |     |     |     |     |
| 8    | Jean-Luc Thérier | Porsche       | 12     | 12  | -   | -   | -   |     |     |    |     |     |     |     |     |     |
| 8=   | Franz Wittmann   | Audi          | 12     | -   | -   | 12  | -   |     |     |    |     |     |     |     |     |     |
| 8=   | Mike Kirkland    | Nissan        | 12     | -   | -   | -   | 12  |     |     |    |     |     |     |     |     |     |
| 11   | Guy Fréquelin    | Porsche       | 10     | 10  | -   | -   | -   |     |     |    |     |     |     |     |     |     |
| 11=  | Carlos Torres    | Ford          | 10     | -   | -   | 10  | -   |     |     |    |     |     |     |     |     |     |
| 11=  | Tony Pond        | Nissan        | 10     | -   | -   | -   | 10  |     |     |    |     |     |     |     |     |     |
| 14   | Bruno Saby       | Renault       | 8      | 8   | -   | -   | -   |     |     |    |     |     |     |     |     |     |
| 14=  | Alain Coppier    | Citroën       | 8      | -   | -   | 8   | -   |     |     |    |     |     |     |     |     |     |
| 14=  | Jahant Shah      | Nissan        | 8      | -   | -   | -   | 8   |     |     |    |     |     |     |     |     |     |